# Торрес, Пакита
Пакита Торрес (исп. Paquita Torres; род. 1948) — испанская актриса и модель.

## Биография
Родилась 22 апреля 1948 года в городе Байлен провинции Хаэн Андалусии.
Мисс Испания (1966), Мисс Европа (1967). Участница Мисс Вселенная 1966, где была удостоена специальной награды — «Мисс Конгениальность» (вместе с Элизабет Санчес из Кюрасао). Отказалась от участия в конкурсе Мисс мира 1966 из-за того, что на него была приглашена Мисс Гибралтар Грейс Вальверде. Прессе Торрес сообщила, что британский флаг над «скалой» (Гибралтаром) оскорбляет её чувства как андалусийки. Позже Пакита стала актрисой.
Была замужем за баскетболистом Клиффордом Луйком, с которым имела троих детей. Один из них — Серхио Луйк (1971—2008), тоже стал баскетболистом, но умер в 2008 году от рака. Дочь Клиффорда и Пакиты Эстефания была манекенщицей.

## Фильмография
На испанском языке:
- Los que tocan el piano (1968)
- Objetivo: bi-ki-ni (1968)
- Mi marido y sus complejos (1969)
- Susana, режиссёр Мариано Озорес[исп.] (1969)